# 수달뒤쥐아과
수달뒤쥐아과(Potamogalinae)는 텐렉과에 속하며, 강가에 사는 반수생(半水生)의 포유류 분류군이다. 사하라 이남 아프리카에서 발견된다. 수달뒤쥐는 수생 동물을 포식하는 육식동물로 매우 민감한 수염을 통해 물 속의 먹이를 찾아낼 수 있다.

## 하위 종
- 애기뒤쥐속 또는 미크로포타모갈레속 (Micropotamogale)
  - 님바수달뒤쥐 (Micropotamogale lamottei)
  - 루웬조리수달뒤쥐 (Micropotamogale ruwenzorii)
- 왕수달뒤쥐속 (Potamogale)
  - 왕수달뒤쥐 또는 자이언트수달뒤쥐 (Potamogale velox)